# ونوی
ونوی (به فرانسوی: Vanvey) یک کمون در فرانسه است که در Canton of Châtillon-sur-Seine واقع شده‌است.

## خصوصیات
ونوی ۱۶٫۸ کیلومترمربع مساحت و ۲۴۹ نفر جمعیت دارد و ۲۴۸ متر بالاتر از سطح دریا واقع شده‌است.